# Hypocala plumicornis
Hypocala plumicornis là một loài bướm đêm trong họ Noctuidae.